# Andorra op de Olympische Winterspelen 1976
Tijdens de Olympische Winterspelen van 1976, die in Innsbruck (Oostenrijk) werden gehouden, nam Andorra voor de eerste keer deel.

## Deelnemers en resultaten

### Alpineskiën
| Olympiër       | Discipline       | Resultaat | Prestatie                                              |
| -------------- | ---------------- | --------- | ------------------------------------------------------ |
| Xavier Areny   | afdaling (m)     | DNF       | opgave                                                 |
| Xavier Areny   | reuzenslalom (m) | DNF-2     | run 1: run 2: opgave                                   |
| Xavier Areny   | slalom (m)       | DNF-1     | run 1: opgave                                          |
| Antoine Crespo | afdaling (m)     | 54e       | 1.58,72 (+12,99)                                       |
| Antoine Crespo | reuzenslalom (m) | DNF-2     | run 1: run 2: opgave                                   |
| Antoine Crespo | slalom (m)       | DNF-1     | run 1: opgave                                          |
| Carlos Font    | afdaling (m)     | 62e       | 2.01,75 (+16,02)                                       |
| Carlos Font    | reuzenslalom (m) | 48e       | run 1: 2.11,03 run 2: 2.14,62 totaal: 4.25,65 (+58,68) |
| Carlos Font    | slalom (m)       | 38e       | run 1: 1.24,98 run 2: 1.31,54 totaal: 2.56,52 (+53,23) |
| Antoni Naudi   | slalom (m)       | DNF-1     | run 1: opgave                                          |
| Esteve Tomas   | reuzenslalom (m) | DNF-2     | run 1: run 2: opgave                                   |

Andorra · Argentinië · Australië · België · Bondsrepubliek Duitsland · Bulgarije · Canada · Chili · Duitse Democratische Republiek · Finland · Frankrijk · Griekenland · Groot-Brittannië · Hongarije · IJsland · Iran · Italië · Japan · Joegoslavië · Libanon · Liechtenstein · Nederland · Nieuw-Zeeland · Noorwegen · Oostenrijk · Polen · Roemenië · San Marino · Sovjet-Unie · Spanje · Taiwan · Tsjecho-Slowakije · Turkije · Verenigde Staten · Zuid-Korea · Zweden · Zwitserland